# Creep (film, 2014)
Pour les articles homonymes, voir Creep.
Série
Creep 2
(2017)
Pour plus de détails, voir Fiche technique et Distribution.
Creep est un film américain en found footage réalisé par Patrick Brice, sorti en 2014. Il a pour suite Creep 2.

## Synopsis
Aaron, un réalisateur sans le sou, accepte de se rendre dans un chalet éloigné pour un client, Josef. Josef explique à Aaron qu'il ne lui reste que peu de temps à vivre car il est atteint d'une tumeur au cerveau inopérable. Il va mourir avant que sa femme enceinte, Angela n'accouche et demande à Aaron de l'aider à enregistrer un journal vidéo pour son enfant à naître.
Mais Josef est excentrique, ce qui met Aaron mal à l'aise jusqu'au point où Josef révèle qu'il a violé sa femme. Se sentant en danger, Aaron cherche ses clefs de voiture mais ne les trouve pas. Il intercepte un appel téléphonique d'Angela, qui est en fait la sœur de Josef qui lui enjoint de fuir le plus vite possible.

## Fiche technique
- Titre : Creep
- Réalisation : Patrick Brice
- Scénario : Patrick Brice et Mark Duplass
- Musique : Kyle Field et Eric Andrew Kuhn
- Montage : Christopher Donlon
- Production : Jason Blum et Mark Duplass
- Société de production : Blumhouse Productions et Duplass Brothers Productions
- Pays :  États-Unis
- Genre : Horreur et thriller
- Durée : 77 minutes
- Date de sortie : 
  - États-Unis : 8 mars 2014 (South by Southwest), 23 juin 2015

## Distribution
- Patrick Brice : Aaron
- Mark Duplass : Josef

## Accueil
Le film a reçu un accueil favorable de la critique. Il obtient un score moyen de 74 % sur Metacritic.